# SEG Plaza
SEG Plaza (chinesisch 賽格广场, Pinyin Sàigé Guǎngchǎng) ist der Name eines 292 Meter hohen Wolkenkratzers in der chinesischen Stadt Shenzhen. Der Wolkenkratzer, dessen Architekt die Hua Yi Designing Consultants ist, ist derzeit das Eigentum und Bürogebäude der Shenzhen SEG Plaza Development Co., LTD. Mit den Dachantennen, die allerdings nicht zur Höhe gewertet werden, da sie kein Teil der Architektur sind, erreicht das Gebäude eine Gesamthöhe von 355 Metern.
Am 18. Mai 2021 gegen 12:31 Ortszeit geriet das Gebäude in Schwingungen. Die Gebäudeverwaltung veranlasste eine notfallmäßige Evakuierung. Experten konnten anschließend keine Schäden am Gebäude feststellen. Auch war kein Erdbeben registriert worden. Ingenieure spekulierten, dass es sich um zufällige Resonanz gehandelt haben könnte.